# Lancer du poids masculin aux championnats du monde d'athlétisme 2011
Navigation
Berlin 2009 Moscou 2013
L'épreuve du lancer du poids masculin des championnats du monde de 2011 s'est déroulée les 1er et 2 septembre 2011 dans le stade de Daegu en Corée du Sud. Elle est remportée par l'Allemand David Storl.

## Records et performances

### Records
Les records du lancer du poids hommes (mondial, des championnats et par continent) étaient avant les championnats 2011 les suivants.
| Record du monde           | Randy Barnes (USA)                 | 23,12 m | Los Angeles       | 20 mai 1990     |
| Record des championnats   | Werner Günthör (SUI)               | 22,23 m | Rome              | 29 août 1987    |
| Record d'Afrique          | Janus Robberts (RSA)               | 21,97 m | Eugene            | 2 juin 2001     |
| Record d'Asie             | Sultan Abdulmajeed Alhabashi (KSA) | 21,13 m | Doha              | 8 mai 2009      |
| Record d'Amérique du Nord | Randy Barnes (USA)                 | 23,12 m | Los Angeles       | 20 mai 1990     |
| Record d'Amérique du Sud  | Marco Antonio Verni (CHI)          | 21,14 m | Santiago du Chili | 29 juillet 2004 |
| Record d'Europe           | Ulf Timmermann (GDR)               | 23,06 m | La Canée          | 22 mai 1988     |
| Record d'Océanie          | Scott Martin (AUS)                 | 21,26 m | Melbourne         | 21 février 2008 |

### Meilleures performances de l'année 2011
Les dix lanceurs de poids les plus performants de l'année sont, avant les championnats (au 21 août 2011), les suivants. Parmi ces dix figurent quatre Américains, un Canadien, un Biélorusse, un Polonais, un Russe, un Cubain et un Allemand.
| 1  | Dylan Armstrong (CAN)    | 22,21 m | 25 juin 2011    |
| 2  | Andrei Mikhnevich (BLR)  | 22,10 m | 11 août 2011    |
| 3  | Adam Nelson (USA)        | 22,09 m | 26 juin 2011    |
| 4  | Reese Hoffa (USA)        | 21,87 m | 28 mai 2011     |
| 4  | Christian Cantwell (USA) | 21,87 m | 26 juin 2011    |
| 6  | Ryan Whiting (USA)       | 21,76 m | 30 juin 2011    |
| 7  | Tomasz Majewski (POL)    | 21,60 m | 28 juillet 2011 |
| 8  | Maksim Sidorov (RUS)     | 21,45 m | 22 juillet 2011 |
| 9  | Carlos Véliz (CUB)       | 21,40 m | 12 juin 2011    |
| 10 | David Storl (GER)        | 21,05 m | 9 août 2011     |

## Engagés
Pour se qualifier, il faut avoir réalisé au moins 20,50 m (minimum A) ou 20,00 m (minimum B) entre le 15 octobre 2010 et le 15 août 2011.

## Médaillés
| Or                | Argent                | Bronze                   |
| David Storl (GER) | Dylan Armstrong (CAN) | Christian Cantwell (USA) |

## Résultats

### Finale
| Rang               | Athlète            | Pays        | Essais | Essais | Essais | Essais | Essais | Essais | Marque | Notes |
| Rang               | Athlète            | Pays        | 1      | 2      | 3      | 4      | 5      | 6      | Marque | Notes |
| ------------------ | ------------------ | ----------- | ------ | ------ | ------ | ------ | ------ | ------ | ------ | ----- |
| Médaille d'or      | David Storl        | Allemagne   | x      | 21,60  | 20,82  | x      | x      | 21,78  | 21,78  | PB    |
| Médaille d'argent  | Dylan Armstrong    | Canada      | 20,79  | 20,58  | 20,82  | 21,64  | 21,40  | x      | 21,64  |       |
| Médaille de bronze | Christian Cantwell | États-Unis  | 20,50  | 20,73  | 20,83  | x      | 21,36  | x      | 21,36  |       |
| 4                  | Reese Hoffa        | États-Unis  | 20,90  | 20,99  | 20,97  | 20,84  | x      | x      | 20,99  |       |
| 5                  | Marco Fortes       | Portugal    | 20,59  | x      | 19,36  | 20,83  | 20,25  | 20,04  | 20,83  |       |
| 6                  | Ryan Whiting       | États-Unis  | x      | 20,48  | 20,66  | 20,75  | x      | x      | 20,75  |       |
| 7                  | Adam Nelson        | États-Unis  | 20,29  | 20,14  | 19,73  | x      | 20,02  | x      | 20,29  |       |
| 8                  | Tomasz Majewski    | Pologne     | x      | 20,03  | 20,18  |        |        |        | 20,18  |       |
| 9                  | Ralf Bartels       | Allemagne   | 20,03  | 20,14  | 20,182 |        |        |        | 20,14  |       |
| 10                 | Asmir Kolašinac    | Serbie      | 19,84  | x      | 19,77  |        |        |        | 19,84  |       |
| 11                 | Carlos Véliz       | Cuba        | 19,70  | x      | x      |        |        |        | 19,70  |       |
| DSQ                | Andrei Mikhnevich  | Biélorussie |        |        |        |        |        |        |        |       |

### Qualifications
| Rang | Athlète                 | Distance   | Essais  | Essais  | Essais  |
|      |                         |            | Essai 1 | Essai 2 | Essai 3 |
| ---- | ----------------------- | ---------- | ------- | ------- | ------- |
| 1    | David Storl (GER)       | 21,50 (PB) | X       | 21,50   |         |
| 2    | Andrei Mikhnevich (BLR) | 20,79      | 20,79   |         |         |
| 3    | Ryan Whiting (USA)      | 20,77      | 20,40   | 20,77   |         |
| 4    | Tomasz Majewski (POL)   | 20,73      | 20,73   |         |         |
| 5    | Ralf Bartels (GER)      | 20,45      | 20,45   | X       | 20,04   |
| 6    | Adam Nelson (USA)       | 20,23      | 20,23   | X       | X       |
| 7    | Asmir Kolašinac (SRB)   | 20,14      | 19,58   | 20,08   | 20,14   |
| 8    | Kim Christensen (DEN)   | 19,74      | 19,02   | 19,40   | 19,74   |
| 9    | Jan Marcell (CZE)       | 19,51      | 19,51   | X       | 19,46   |
| 10   | Germán Lauro (ARG)      | 19,50      | 19,50   | 19,45   | X       |
| 11   | Andriy Semenov (UKR)    | 19,45      | X       | X       | 19,45   |
| 12   | Om Prakash Singh (IND)  | 19,29      | 19,29   | 19,06   | X       |
| 13   | Borja Vivas (ESP)       | 18,37      | 18,37   | X       | 18,22   |
| 14   | Hwang In-Sung (KOR)     | 17,75      | 17,75   | 17,62   | X       |

| Rang | Athlète                  | Distance | Essais  | Essais  | Essais  |
|      |                          |          | Essai 1 | Essai 2 | Essai 3 |
| ---- | ------------------------ | -------- | ------- | ------- | ------- |
| 1    | Dylan Armstrong (CAN)    | 21,05    | 20,52   | 21,05   |         |
| 2    | Reese Hoffa (USA)        | 20,96    | 20,96   |         |         |
| 3    | Christian Cantwell (USA) | 20,73    | 20,55   | 20,73   |         |
| 4    | Marco Fortes (POR)       | 20,32    | 19,83   | 20,32   | 20,02   |
| 5    | Carlos Véliz (CUB)       | 20,24    | 20,24   | 19,79   | X       |
| 6    | Marco Schmidt (GER)      | 20,06    | 20,06   | 19,96   | X       |
| 7    | Lajos Kürthy (HUN)       | 20,02    | 19,92   | 19,76   | 20,02   |
| 8    | Maksim Sidorov (RUS)     | 19,95    | 18,56   | 19,95   | X       |
| 9    | Pavel Lyzhyn (BLR)       | 19,91    | 19,91   | X       | X       |
| 10   | Hamza Alić (BIH)         | 19,70    | 19,70   | X       | X       |
| 11   | Chang Ming-Huang (TPE)   | 19,60    | 19,60   | X       | 18,98   |
| 12   | Amin Nikfar (IRN)        | 19,18    | 18,69   | 18,95   | 19,18   |
| 13   | Milan Jotanovic (SRB)    | 18,39    | 18,39   | X       | 18,21   |

## Légende
Records et Performances
- AR : Record continental (area record)
- CR : Record des championnats (championship record)
- MR : Record du meeting (meet record)
- NR : Record national (national record)
- OR : Record olympique (olympic record)
- PR : Record paralympique (paralympic record)
- PB : Record personnel (personal best)
- SB : Meilleure performance personnelle de la saison (season's best)
- WL : Meilleure performance mondiale de l'année (world leader)
- WJR : Record du monde junior (world junior record)
- WR : Record du monde (world record)

Circonstances et Conditions
- DNF : N'a pas terminé (did not finish)
- DNS : N'a pas pris le départ (did not start)
- DQ : Disqualification (disqualification)
- NM : Aucun essai valable enregistré (No Mark)
- Q : Qualifié « directement » au prochain tour (ou à la prochaine compétition), lors d'une compétition majeure, grâce au classement ou à la réalisation des minima (automatic qualifier)
- q : Qualifié au prochain tour (ou à la prochaine compétition), lors d'une compétition majeure, grâce au repêchage ou à la réalisation de l'une des meilleures performances parmi celles des « non qualifiés directement » (grâce au meilleur temps ou à la meilleure distance par exemple) (secondary qualifier)